# (11438) Zeldovich
(11438) Zeldovich est un astéroïde de la ceinture principale.

## Description
(11438) Zeldovich est un astéroïde de la ceinture principale. Il fut découvert le 29 août 1973 à Naoutchnyï par Tamara Smirnova. Il présente une orbite caractérisée par un demi-grand axe de 2,19 UA, une excentricité de 0,19 et une inclinaison de 2,8° par rapport à l'écliptique.

## Compléments